# Опеньки (Вілейський район)
Опеньки (біл. вёска Апенькі) — село в складі Вілейського району Мінської області, Білорусь. Село підпорядковане Довгинівській сільській раді, розташоване в північній частині області.

## Історія
У 1921–1945 роках село знаходилось у Польщі, у Вільнюській воєводстві, Вілейського повіту, гміні Довгиново.

## Населення
- 1921 рік - 129 люди, 22 будинки[1].
- 1931 рік - 139 люди, 23 будинки[2].